# Organisation industrielle
L'Organisation Industrielle (Industrial Organization ) est l'appellation anglo-saxonne de ce que le monde académique français appelle traditionnellement l'Economie Industrielle. C'est une branche des Sciences-Economiques qui étudie les situations qui dérogent au modèle standard de Concurrence Pure et Parfaite (CPP). Ces situations de Concurrence imparfaite, représentent de fait la grande majorité (pour ne pas dire la totalité) des situations de l'économie réelle. L’Économie Industrielle s'intéresse alors au fonctionnement des marchés et aux comportements des acteurs sur ceux-ci (entreprises, consommateurs, pouvoirs publiques...). L'objet fondamental de cette discipline est de rendre compte et d'expliquer l'écart qui existe entre d'un côté l'économie réelle et de l'autre le modèle général de Concurrence pure et parfaite.
En effet, le modèle de référence de CPP est une formalisation simplifiée, idéalisée du réel. Cette modélisation est dépendante des postulats qui sont autant d'hypothèses simplificatrices volontaires. Ces postulats sont en effet connus et assumées car ils permettent l'avancée progressive de la connaissance. C'est dans le cadre de la levées des hypothèses de la CPP qu'est apparue la discipline de l’Économie Industrielle. En ce sens, on peut dire que l’Économie Industrielle s'occupe de lever progressivement les postulats du cadre d'analyse de CPP afin d'obtenir une compréhension plus fine, plus adéquate de la réalité économique qui ne peut pas être uniformément et continûment pure et parfaite. Par exemple, elle peut traiter des situations dans lesquelles les entreprises disposent d'un pouvoir de marché, pouvoir qui est normalement rendu impossible par les postulats du modèle standard de CPP. 
Remarque : La simple compréhension de cette démarche fondamentale du métier d'économiste détruit bon nombre de critiques diffuses à l'égard des Sciences-Economiques.
Méthodologiquement l’Économie Industrielle utilise le cadre d'analyse et les outils de la microéconomie dont les résultats peuvent avoir des implications collectives. La discipline permet notamment d'évaluer la performance des marchés en matière d'efficacité et de bien-être collectif. À cet égard, l'économie industrielle devient prescriptive et apporte une aide à la décision publique pour la régulation des marchés.

## Objet d'étude
L’économie industrielle a pour objet l’étude de « l’organisation et du fonctionnement des entreprises et des marchés dans le monde réel » (Médan et al, 2000).
L'organisation industrielle tire l'essentiel de ses outils de la microéconomie et de la théorie des jeux.
Les questions posées par l'organisation industrielle visent à ouvrir un certain nombre de boîtes noires de la microéconomie néoclassique. Elle se demande ainsi 
- pourquoi il existe des entreprises (plutôt qu'un monde de travailleurs indépendants) ?
- pourquoi la taille et la structure varient en fonction des produits, des marchés et du temps ?
- pourquoi la prédiction du prix au coût marginal n'est que très rarement vérifiée ?

Dans ce cadre, l'organisation industrielle a absorbé l'étude des monopoles et des oligopoles, ainsi que la problématique schumpetérienne du lien entre la capacité d'extraire des profits et la capacité à supporter des dépenses liées à la recherche et à l'innovation. Elle s'interroge ainsi également sur les raisons de la diversité des biens et par voie de conséquence à la dynamique de l'innovation.
En 1988, Richard Schmalensee définit ainsi l'économie industrielle par trois thèmes essentiels :
- L'étude des déterminants du comportement, de la taille, de l'échelle et de l'organisation des entreprises privées ;
- La concurrence imparfaite, c'est-à-dire dans quelle mesure le fonctionnement et la performance du marché (en tant que moyen d'allocation des ressources entre agents) est affecté lorsque les conditions de la concurrence pure et parfaite (CPP) ne sont pas respectées ? Ce thème couvre en particulier les questions de choix de prix, de quantité et de capacité, ainsi que la concurrence hors-prix : sélection des produits, publicité, changement technique.
- L'étude des politiques publiques concernant l'activité économique, en particulier en matière de droit de la concurrence, de dérégulation, et de privatisations, ainsi que des politiques industrielles affectant le progrès technique.

## Concepts principaux

### Marché et mécanismes de marché
Dans son ouvrage Théorie de l’organisation industrielle, Jean Tirole souligne la difficulté empirique qu’il y a à définir un marché en écrivant que « la notion de marché est loin d’être simple,… [si] la définition d’un marché ne saurait être trop étroite, la définition ne doit pas être [non plus] trop large. La « bonne » définition dépend de l’usage qui en sera fait. Il n’y a pas de recette facile pour définir un marché ». Au-delà de cette plaisante réflexion, l’idée est de décrire une norme (que l’on pourrait présenter comme un idéal-type au sens de Max Weber) pour examiner, ensuite, comment et pourquoi la réalité s’écarte de cette référence.
Au sens économique, un marché est le lieu où se rencontrent une offre et une demande, où s’établissent des contrats (qui peuvent porter sur les quantités, la qualité ou le prix) et où se concluent des échanges.
En économie industrielle, il convient aussi, pour rester pertinent, de définir « l’étendu d’un produit », c’est-à-dire ses caractéristiques qui font que les biens entre eux ne sont pas parfaitement substituables mais similaires. Par exemple définir, selon les cas, si une chemise et un tee-shirt sont similaires (ce sera alors le même marché) ou s’il faut considérer deux marchés distincts.
En pratique, il faut s’intéresser à l’organisation de la production qui va influer sur la nature du marché. En raison des spécificités sectorielles, il s’agit aussi souvent d’adopter une approche au cas par cas pour étudier la concurrence. L’organisation industrielle s’intéresse donc à des équilibres partiels et non à l’équilibre général, cher aux macroéconomistes.

### Intervenants sur le marché
L’économie industrielle s’intéresse aux interactions entre les différents acteurs du marché (i.e., entreprises, consommateurs et l'Etat).

#### Entreprise
Selon Jean Tirole, « une entreprise doit être capable de produire (ou vendre) plus efficacement que ne le pourraient ses parties constituantes en agissant séparément ». Une entreprise doit optimiser en permanence pour maximiser son profit (ou minimiser ses pertes), mettre en œuvre différentes combinaisons d’activité, s’adapter à son environnement. Ce comportement peut l’amener à rechercher un pouvoir de marché allant jusqu’au monopole, par l'élimination progressive de ses concurrents, ou à profiter des interactions avec les autres producteurs pour s’inscrire dans un oligopole. Le profit étant défini comme l’écart entre le chiffre d’affaires et les coûts engagés (fixes et variables), sa maximisation suppose de minimiser les coûts sous la contrainte de la fonction de production (pour vendre, il faut produire un bien ou un service). La fonction de coût d’une entreprise est la donnée clé de l’économie industrielle.

##### Entreprise comme processus de production
Dans l'analyse microéconomique traditionnelle, ou standard, l'entreprise est abordée au travers de ses caractéristiques techniques. Elle est une organisation dont le but est de produire certains biens ou services. Pour produire ces biens, elle combine des facteurs de production, tels que la force de travail, le capital matériel (locaux, machines, etc.) et immatériel (savoir-faire, connaissance, etc.), des matières premières ou des biens intermédiaires. Les contraintes techniques de l'entreprise sont représentées par une fonction de production qui détermine les niveaux de production accessibles pour différentes combinaisons des facteurs de production.

##### Entreprise comme organisation
L'entreprise remplit deux fonctions.
- Elle est une instance de coordination du processus de production. Dans La Richesse des nations (1776), Adam Smith présente la firme moderne comme une réponse à la complexité croissante des activités, en particulier à la division du travail.
- Elle repartit la valeur créée entre les parties impliquées dans le processus, ainsi que les risques liés aux aléas de la production.

Cependant, cela n'explique pas la forme particulière d'organisation qu'est la firme et pourquoi ces deux fonctions doivent être remplies au sein de celle-ci. Comme le souligne Ronald Coase dès 1937, la nature fondamentale des échanges qui s'opèrent au sein d'une entreprise n'est pas différente de celle des échanges qui s'opèrent sur les marchés. Telle entreprise peut faire effectuer la même opération en interne ou, en externe, en faisant appel à un sous-traitant. Seul le mode de transaction change. Selon Coase, la question est donc de comprendre pourquoi tel type d'échange se fait au sein d'une entreprise, et tel autre sur les marchés. Il fonde alors son approche sur le fait que tout échange implique des coûts de transaction (principalement des coûts de recherche du meilleur partenaire et de négociation des contrats), L'échange se fera au sein d'une entreprise si le coût de transaction (i.e., en externe) de cette opération est moins élevé dans l'entreprise que sur le marché.
Les travaux de Coase ont eu une profonde influence sur l'analyse moderne de l'entreprise, telle qu'elle apparaît, dès le milieu des années 1970, en particulier dans les travaux d'Oliver Williamson qui a cherché à définir la nature de ces coûts de transaction.
Au-delà des coûts directs (la négociation des échanges par exemple), cette notion de coûts englobe tous les facteurs qui limitent les parties dans leur capacité d'améliorer l'efficacité des échanges. Une des sources d'inefficacité, mise en avant par Herbert Simon (1976), provient des limites aux capacités cognitives des individus, la rationalité limitée (par opposition à la rationalité illimitée chère aux économistes) des acteurs. Une deuxième limitation provient de ce que Williamson appelle l'opportunisme des acteurs. Une entreprise est une organisation mettant en présence des individus aux intérêts multiples et parfois contradictoires. Les objectifs des cadres dirigeants (managers, en anglais), des propriétaires et des employés sont différents. Dans un tel contexte, les divers acteurs ne sont enclins à révéler l'information dont ils disposent et à agir dans le sens de l'intérêt général que si cela sert leur objectif propre. La bonne marche de la coopération nécessite la mise en place de mécanismes visant à limiter les comportements opportunistes, c'est-à-dire à fournir de bonnes incitations. Et cela induit nécessairement une certaine perte d'efficacité.
Le système de prix constitue le mécanisme utilisé par le marché tandis que l'entreprise se fonde sur une forme d'organisation plus hiérarchisée. À cet égard, la firme est vue comme un ensemble de contrats liant les parties dans le but de mettre en place la production.

#### Consommateur
La fonction de demande reflète le comportement du consommateur qui, en tenant compte de sa contrainte budgétaire, maximise son utilité. Ce comportement a un effet sur le prix d’équilibre et donc sur le chiffre d’affaires de l’entreprise. La fonction de demande est déterminée par un « prix de réserve » au-dessus duquel le consommateur a décidé qu’il n’achèterait pas. Si ce prix est proposé, le consommateur A achète ; si le prix est inférieur A et B, qui a un « prix de réserve » inférieur, achètent et A voit sa satisfaction (son bien-être) augmenter. Plus le prix est bas, plus nombreux et contents sont les consommateurs. Le « surplus social » augmente.

#### Pouvoirs publics
En économie industrielle, les pouvoirs publics mettent en place des politiques de règlementation ou de régulation pour corriger les imperfections de marché.

## Sources de pouvoirs de marché
L'organisation industrielle étudie le pouvoir de marché des entreprises qui peut découler des différentes structures de marché et des interventions publiques mises en oeuvre pour limiter la capacité des entreprises à abuser de leur pouvoir de marché.

### Économies d'échelle
Dans une première approche, la taille et le nombre d'entreprises dans un secteur d'activité reflètent l'ampleur des économies d'échelle, terme utilisé pour indiquer le lien entre le niveau global de la production d'une entreprise et son coût unitaire (coût total rapporté au volume de la production). On dit qu'il y a des économies d'échelle si le coût unitaire baisse lorsque la production totale augmente. Dans ce cas, il est plus efficace de concentrer la production sur un nombre restreint d'entreprises que de la répartir entre de nombreuses entreprises produisant peu, puisque ainsi on réduit la dépense par unité produite.

### Barrières technologiques à l'entrée
Tout démarrage d'une nouvelle activité industrielle nécessite des dépenses initiales spécifiques : recherche et développement, mise en place des capacités de production et du circuit de distribution, information des consommateurs et construction d'une image de marque. Le concept de coûts d'entrée regroupe ces dépenses. À la différence des coûts fixes, les coûts d'entrée ne sont engagés qu'une fois. Lorsqu'elle envisage d'entrer sur un marché, une entreprise doit évaluer si les perspectives de profit futur justifient l'engagement de ces coûts. Cela signifie que si les coûts d'entrée sont élevés, il y aura peu d'entreprises actives sur le marché.

### Barrières réglementaires à l'entrée
L'intervention des pouvoirs publics peut aussi freiner l'entrée sur un marché en bloquant par des barrières à l'entrée les nouveaux entrants ou les produits substituables au sens de M. Porter. Ces barrières peuvent être tarifaires (impôts et taxes, droits de douane) ou non tarifaires (quotas, normes). Dans ce cas, elle a un coût social (prix élevés, qualité insuffisante, etc.) qu'il convient de mettre en balance avec les justifications de l'intervention, qu'elles soient d'ordre économique, social, juridique ou prudentiel.

## Structures de marché

### Monopole
Voir monopole pour l'article détaillé.

### Oligopole
Les oligopoles s’observent en pratique dans de nombreux secteurs d’activité comme la construction automobile ou l’industrie du tabac.
Dans la plupart des cas, un oligopole est non-coopératif et chaque entreprise prend ses décisions (sur le prix ou sur les quantités) en fonction de ce qu’elle suppose être le comportement des autres membres de l’oligopole. En langage économique, il s’agit de faire des hypothèses sur la fonction de réaction des concurrents. Cette étape vient s’ajouter à la connaissance de la fonction de demande des consommateurs.
Voir oligopole pour l'article détaillé.

## Stratégies de préservation et d'extension du pouvoir de marché

### Différenciation des produits
Les biens offerts sur un même marché sont rarement homogènes, rigoureusement interchangeables. Leurs différences résultent d'une politique de production délibérée. Les offreurs souhaitent souvent se distinguer les uns des autres pour capter une clientèle, la fidéliser. Et les concurrents vantent leurs produits en matière de qualité et de performances d'utilisation pour conquérir et défendre des micro-monopoles.
La différenciation du bien est verticale si, à prix égal, les acheteurs adressent unanimement leurs demandes au bien de qualité présumée supérieure. La qualité du bien est, en ce cas, synonyme d'excellence. La différenciation est horizontale si, à prix égal, les acheteurs se répartissent entre les différentes versions du produit, en fonction de leurs qualités respectives et des goûts personnels des consommateurs. Dans ce cas, la qualité définit une étroite conformité aux attentes de la clientèle visée.

### Barrières stratégiques à l'entrée
Lorsqu'il existe des barrières technologiques à l'entrée, les firmes en place sur un marché peuvent en plus développer des stratégies industrielles qui dissuadent les concurrents en puissance de venir sur le marché. Puisqu'une entreprise n'entre sur un marché que si elle anticipe des profits suffisants pour compenser ses coûts d'entrée, toute stratégie qui permet de réduire les profits futurs des concurrents permet de barrer l'entrée. Dans ce contexte, on dit que la firme en place met en place des barrières stratégiques à l'entrée. Ces stratégies soulèvent deux difficultés : elles doivent d'abord être crédibles, et elles ne doivent pas être trop coûteuses (pour la firme en place).

### Prédation
On parle de comportement de prédation lorsqu'une entreprise « agresse » des concurrents afin de les évincer du marché ou tout au moins de les fragiliser pour accroître son pouvoir de marché. Les stratégies de surinvestissement déjà discutées peuvent être adoptées dans ce but. Une alternative consiste à baisser fortement ses prix de façon à diminuer la rentabilité des concurrents.

## Relations verticales entre entreprises
Les relations verticales entre entreprises fait également l'objet de travaux en économie industrielle. Le problème de double marginalisation est une illustration.

## Théorie de la réglementation et la théorie des contrats incitatifs
Les régulateurs cherchent à contrôler le comportement des firmes disposant d’un pouvoir de marché (monopoles, monopoles naturels, oligopoles). Il s’agit d’aligner l’objectif de la firme et l’intérêt collectif. La tâche est rendue délicate du fait de l’asymétrie d’information entre régulateur et régulé, lequel par essence connaît mieux sa propre situation (fonction de coûts, technique utilisable pour abaisser les coûts, effort de réduction des coûts…) que le régulateur. C’est une information privée qu’il n’a pas toujours intérêt à révéler.
Laffont et Tirole (1986) ont construit un modèle qui montre que le problème peut être résolu par l’offre d’un menu de contrats. En choisissant un contrat, le régulé révèle son information privée (auto révélation). Dans la réalité cela se concrétise à l’occasion de processus de négociation entre régulateur et régulé (généralement pas explicitement par un menu de contrats). Après avoir rappelé la nature et les conséquences essentielles de l’asymétrie d’information, on examinera la logique qui préside à l’offre d’un menu de contrats pour enfin présenter brièvement les principes du modèle fondamental de Laffont et Tirole.
Les relations étudiées supposent un déficit informationnel chez l'autorité (le principal). Généralement, l'opérateur (l'agent) dispose d'une connaissance privée de la technique utilisée, de l'état des coûts d'exploitation ou de la demande du marché. La nouvelle théorie de la régulation propose donc de considérer systématiquement les rapports entre régulateur et opérateur à travers le cadre normatif principal-agent. S'inspirant des techniques de la conception de mécanismes, cette approche élabore les mécanismes régulateurs optimaux et requiert pour cela une définition précise des objectifs de l'autorité et de la firme et une prise en compte rigoureuse des contraintes économiques et informationnelles. Les contraintes informationnelles constituent l'enjeu majeur de cette théorie. Leur existence gêne le contrôle de l'autorité et empêche celle-ci de mettre en place la politique réglementaire qui s'avère être la meilleure pour la société.

## Développement de l'économie industrielle et influences pratiques

### Historique
L’économie industrielle est le fruit d’une longue tradition, initiée par des ingénieurs économistes français, dont Cournot et Dupuit sont les grands noms. Elle s’est ensuite tournée vers les politiques publiques, avec l’entrée en vigueur du Sherman Act aux Etats-Unis et la construction du droit de la concurrence.
L'économie industrielle s'est imposée en tant que discipline à partir des années 1940, sous l'impulsion d'économistes tels qu'Edward Mason et Joe Bain. Ce courant initial, baptisé Tradition de Harvard, a adopté une approche descriptive, et sa fameuse « Structure-Conduct-Performance » qui conforte et affine l’intervention publique dans l’organisation des marchés,. On l'oppose généralement à la Tradition de Chicago, plus théorique et non- interventionniste. Cette dernière adopte une approche sceptique critiquant l’absence de fondement théorique de l’économie industrielle, mais qui, réticente face à la régulation en général, n’a pas développé d’autres doctrines en la matière.
En effet, avant les années 1980, pour l’économiste, une entreprise était, de fait, une boîte noire (qui permet de transformer divers entrants en produit final et dont la fonction de coût permet d’établir un prix de vente). La portée des études systématiques était de ce fait limitée : il est possible de constater une corrélation entre, par exemple, le taux de concentration d’une industrie et les profits réalisés par les entreprises du secteur sans saisir les causalités à l’œuvre. Les conclusions qui pouvaient être tirées de telles études étaient souvent rudimentaires (lutter contre les cartels, casser les monopoles) et sans véritable dimension prospective, ce qui réduisait leur efficacité.
C'est avec les avancées en théorie des jeux et théorie de l'information, au début des années 1980, que l'économie industrielle se dote d'outils pour modéliser les comportements complexes des entreprises. Cela donna naissance à une littérature très majoritairement théorique. Cette approche permet de tenir compte des asymétries d’information et de comprendre de quelle façon un changement de règlementation peut les corriger. La comparaison d'un texte de référence des années 1970, Industrial Market Structure and Economic Performance de F. Michael Scherer, et du texte de Jean Tirole, Théorie de l'organisation industrielle (1988), montre cette évolution sensible, due à l'irruption de la théorie des jeux. La théorie de l’organisation industrielle a permis de passer du constat comportementaliste statique (telle industrie se trouve dans telle situation) à une approche cognitive de l’entreprise (relations avec les concurrents, politique de recherche et développement, différenciation des produits). La compréhension des choix stratégiques (passés et futurs) permet de mieux spécifier les caractéristiques particulières du secteur et de rendre ainsi la réglementation plus efficace (ouverture à la concurrence, régulations de firmes dominantes).
En permettant, toujours à travers des modèles, ces études rigoureuses des interactions stratégiques permettent à l’économiste d'apporter des conseils plus pertinents (à l’entreprise pour son organisation ou à l’Etat pour la règlementation) qui seront adaptés à une industrie spécifique.
L’économie industrielle — et plus encore l’économie de l’innovation — ne se sont développées que tardivement en France, par rapport à l’émergence de l’industrial organization aux États-Unis. Il faut en effet attendre les années 1970 pour que les premiers manuels soient publiés en français et que cet enseignement ne soit introduit dans le cursus de licence ou maîtrise de sciences économiques des universités. L'école d'économie de Toulouse a contribué fortement à cette discipline.
Après un développement important de la théorie, la discipline semble maintenant s'orienter vers une phase de travaux plus appliqués (empirical industrial organization).

### Précision sur l'appellation

#### Définitions
L'organisation industrielle étudie les comportements stratégiques entre acteurs économiques, et donc n'entre pas dans le cadre de la concurrence pure et parfaite (CPP). Ce champ est parfois nommé "concurrence imparfaite". Ces deux dénominations correspondent aux titres des versions française et anglaise de l'ouvrage de Jean Tirole, Concurrence imparfaite, Economica, Paris, 1986 et Industrial Organization, MIT press 1988, qui constituent le point de départ de ce champ en France.
Par ailleurs, l'utilisation d"industrielle" dans la dénomination de cette discipline peut être trompeuse. Elle n'est pas spécifique à l'industrie et concerne tous les acteurs et secteurs économiques dont celui des services. Cela provient du fait qu'en anglais, le terme "industry" désigne plutôt un secteur ou une filière qu'une structure proprement industrielle (au sens du secteur industriel, secondaire, transformatif par opposition aux secteurs primaire - extractif - et tertiaire - services). En particulier, l'étude économique du fonctionnement d'une industrie se rapproche plutôt de la recherche opérationnelle, de l'ingénierie de production et de la logistique que de l'économie industrielle.

#### Industrial organization versus Industrial Dynamics
L’économie industrielle se diffuse en France selon deux principales orientations correspondant aux deux voies suivies par la discipline:
- Un premier courant prolonge l’approche américaine où l’économie industrielle reste centrée sur les questions des structures de marché et sur l’évaluation de leur efficacité en matière d’allocation des ressources. L’Institut d’économie industrielle (IDEI) à Toulouse constitue le fleuron de cette démarche, grâce à l’implication de deux universitaires français, Jean-Jacques Laffont et Jean Tirole, qui feront le lien entre leurs deux attaches : l’une au Massachusetts Institute of Technology (Boston) aux États-Unis et l’autre à Toulouse, où ils vont créer l'un des meilleurs pôles européens en matière de recherches et de formation de docteurs dans le champ de l’industrial organization, connu aujourd’hui sous le nom de Toulouse School of Economics (TSE). Pour une grande part, l’économie industrielle concerne la microéconomie en situation d’information imparfaite.
- Un deuxième courant, prenant appui sur les différentes approches structuralistes très présentes parmi les économistes français et parmi certains gestionnaires travaillant sur la firme, va développer une approche de l’économie industrielle plus orientée vers la question productive que sur celle du marché. Prenant appui sur une association, l’Association pour le développement d’études sur la firme et l’industrie (ADEFI, association aujourd’hui en sommeil) et sur une revue scientifique (la Revue d’économie industrielle), proposant des outils de politique industrielle (notamment les politiques de filière des années 1980) et, plus tard, sur une école d’été (l’école méditerranéenne d’économie industrielle, Cargèse), l’étude des systèmes productifs devient centrale dans ces travaux. La publication du volumineux Traité d’économie industrielle en 1988 constitue le point d’orgue de cette démarche.

Ces travaux s’efforcent de fédérer un ensemble d’équipes dispersées (Paris, Nice, Strasbourg, Grenoble, Montpellier, Lyon, Bordeaux). Par opposition au courant précédent, ces analyses entendent se concentrer sur les processus de création des ressources en les replaçant dans un cadre contextuel large : stratégies des acteurs, analyses organisationnelles des firmes, prise en compte des techniques et de leurs modifications mais aussi place centrale des Institutions dont l’État. La montée des questionnements scientifiques associés aux différentes formes de l’informatisation de la société va réactualiser l’analyse de l’innovation, longtemps négligée, comme le propose Jean-Luc Gaffard (1990).
Quand Bo Carlsson (1987, 1992) proposera d’opposer l’Industrial Organization (IO) centré sur la question de l’allocation des ressources existantes à l’Industrial Dynamics (ID) orienté vers la création de ressources et l’innovation technologique, le second courant se revendiquera clairement du champ de la Dynamique industrielle (Arena, 1990). Ce dernier se décline cependant dans des approches hétérodoxes diversifiées (évolutionnisme, régulationisme, institutionalisme, etc.) et veut s’opposer à la « nouvelle économie industrielle ».
En français, il est assez classique de reprendre cette opposition en proposant les termes d'organisation industrielle et d'économie des organisations.

### Discipline irriguant la science économique
Les années 1980 et début des 1990 correspondent à l’âge d’or de l’économie industrielle et de l’innovation, dans la diversité des approches développées. Plusieurs facteurs expliquent pourquoi elle va à cette époque prendre une position dominante dans l’ensemble du champ de la science économique et participer à son renouvellement.
- Premièrement, elle est productrice de concepts novateurs et de nouvelles approches (économie de l’innovation, théorie des coûts de transaction, théorie des marchés parfaitement disputables, économie de la connaissance, etc.).
- Deuxièmement, elle est en prise avec les problèmes auxquels sont alors confrontées les économies en matière de concurrence par l’innovation ou de reconversion industrielle (retour à Schumpeter et développement de l’évolutionnisme) : il s’agit de problèmes productifs.
- Troisièmement, la crise du keynésianisme a laissé la place libre aux approches néoclassiques en macro-économie et les courants hétérodoxes ont trouvé dans la méso-économie un espace et des outils pour penser dans leur propre champ (jusqu’au retour de l’institutionnalisme).

Les approches initiées dans le champ de l’économie industrielle et de l’innovation vont trouver des applications dans de nouveaux champs disciplinaires qu’ils vont contribuer à renouveler : économie bancaire, nouvelle économie internationale, l’économie spatiale et, plus tard, l’économie géographique, l’économie du développement, etc. On peut même parler d’une banalisation tant aujourd’hui il est communément admis que la rivalité concurrentielle ou l’avantage compétitif (ou concurrentiel cher à Michael Porter) passe par l’aptitude des firmes et des économies à innover.

### Discipline avec une influence pratique importante
L'économie industrielle reste aussi très proche de la pratique par son influence sur la conduite de la politique de la concurrence et sur celle de la politique de réglementation des monopoles.